# Автофеляція (секс)

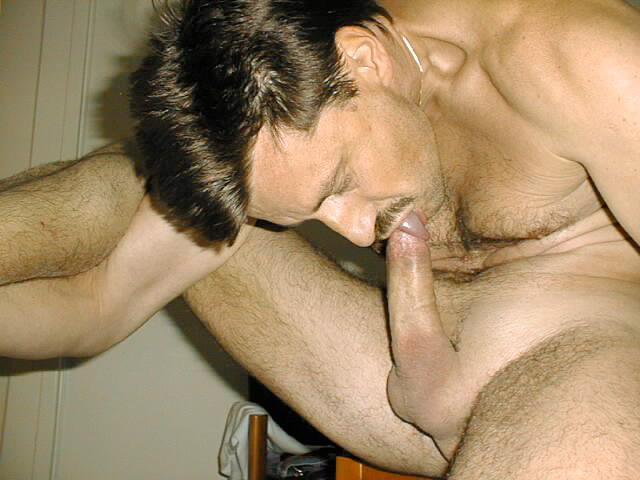
Автофеляція

Автофеля́ція (від грец. autos — сам і лат. fello — смоктати) — різновид феляції, форма мастурбації, за якою власний статевий член збуджують ротом та язиком самостійно. Оральні пестощі власного статевого члена вимагають від чоловіка значної довжини пеніса та/або великої гнучкості хребта, тому є рідкісною практикою.

## Фізіологічні аспекти
Для здійснення автофеляції потрібні непересічна гнучкість тулуба й довжина пеніса, якою більшою мірою володіють підлітки. Менше 1 % чоловіків (іноді наводиться число 0,2 %) можуть успішно орально контактувати з власним пенісом і лише 2-3 чоловіки з тисячі можуть виконати повну автофеляцію.

## Психологічні аспекти
Ранні психоаналітики асоціювали автофеляцію з пригніченими сексуальними бажаннями, неврозами та гомосексуальністю. Між 1927 і 1977 роками психологи в Європі та Америці зафіксували кілька випадків, що люди могли смоктали собі пеніси. В той же час психолог Альфред Кінсі в доповіді 1948 року «Сексуальна поведінка чоловіка» стверджував, що велика кількість чоловіків хоча б раз у підлітковому віці намагається смоктати собі пеніс.

## Історія
Єгиптолог Девід Лортон каже, що багато стародавніх текстів посилаються на автофеляцію в релігії Єгипту, як у царстві богів, так і серед послідовників, які виконують релігійні ритуали.  Згідно з Лортоном, у папірусі Бремнера-Рінда 28, 20–24, у документі під назвою «Книга повалення Апофіса», є вірш, у якому розповідається, як бог сонця Ра створив бога Шу та богиню Тефнут, виплюнувши власну сперму на землю.  У давньоєгипетських текстах цей акт зазвичай виконує бог Атум, і більшість текстів зображують лише виплескування сперми або лише мастурбацію, але не те й інше.
Мішель Фуко цитує «Oneirocritica» Артемідора, де акт «взяття [свого] статевого органу до [власного] рота» є одним із трьох способів встановлення «стосунків із собою». Артемідор вважав, що сни про цей «неприродний» акт передвіщають смерть дітей, втрату коханок або крайню бідність .

## Автофеляція в культурі

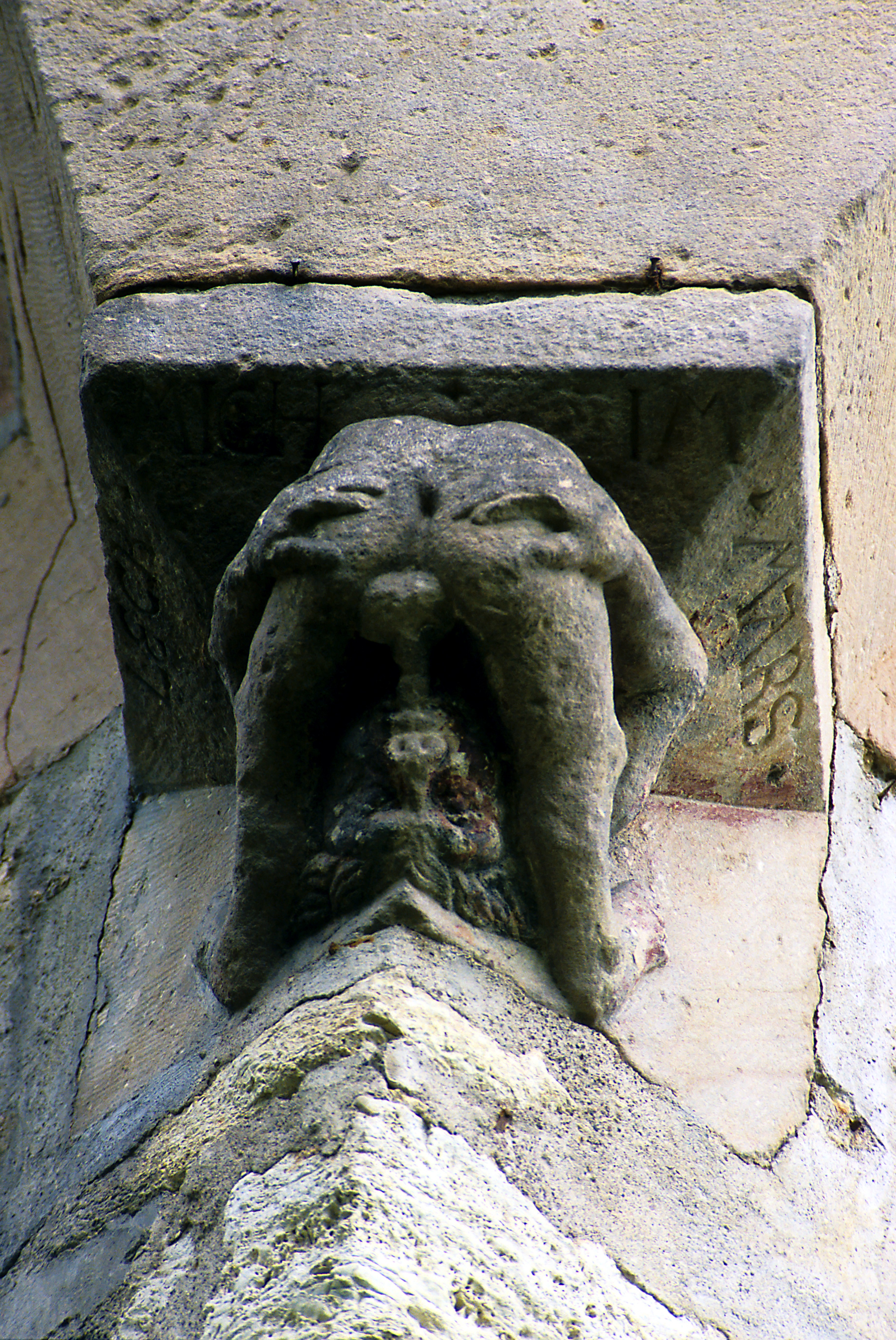
Скульптура на Верхньому замку в Краніхфельді, Тюрингія, XVI ст.

Перші задокументовані зображення автофеляції містяться в давньоєгипетських текстах віком 500—1000 років до н. е. Богові Атуму приписувалося самозапліднення таким чином. Автофеляція також описана близько 100-х років н. е. у працях анатолійсько-грецького віщуна снів Артемідора Далдіана. Він описував цю активність нарівні зі зоофілією та некрофілією, і стверджував, що сни про цілування кінчика власного пеніса означають народження дітей або повернення дітей, які були далеко від дому. Однак сни про смоктання власного пеніса, на думку Артемідора, означали майбутню втрату жінок або бідність. Давні римляни вважали автофеляцію ганебним заняттям.
Між 1000 і 1400 роками скульптури, що зображають чоловіків, які смокчуть власний пеніс, поміщали зовні церков, головним чином у Франції, Іспанії, Німеччині та Англії, поряд з зображеннями анального сексу, зоофілії та мастурбації — ймовірно, як нагадування, що секс, який не завершується народженням дітей, гріховний. Алегорією автофеляції, можливо, були зображення кабанів, які грають на волинці. Смоктання свого пеніса згадується в версії лімерика «Жив-був чоловік із Нантакета», записаній у 1902 році.

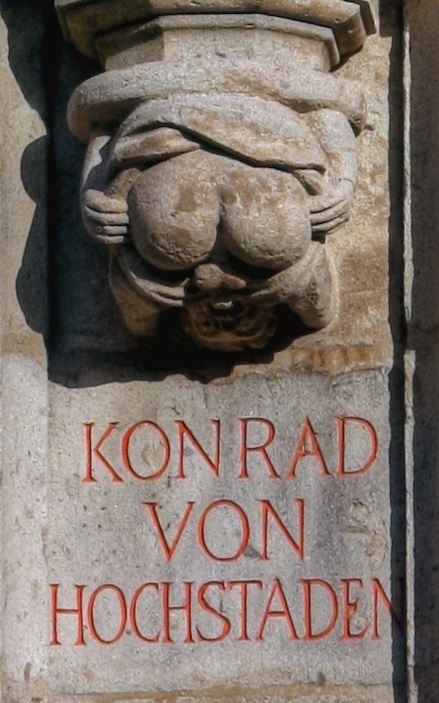
Автофеляційний гротеск під статуєю Конрада фон Гохштадена

Відома чутка, нібито Мерлін Менсон видалив собі нижні ребра, щоб займатися автофеляцією. У фільмі «Клуб «Shortbus»» (2006) є сцена автофеляції під час занять йогою. Також ця сексуальна практика займає вузьку нішу в порнографії, переважно аматорській та гомосексуальній. Порноактор Рон Джеремі прославився здатністю виконувати автофеляцію в 1980-і. Хоча, перше відоме зображення цієї активності відоме з 1975 року.